# 長林駅
長林駅（チャンニムえき）は、大韓民国釜山広域市沙下区にある釜山交通公社1号線の駅。駅番号は099。

## 駅構造
相対式ホーム2面2線を備えた地下駅。フルスクリーン型のホームドアが設置されている。改札内で双方のホームを行き来することはできない。出口は6箇所に設けられている。

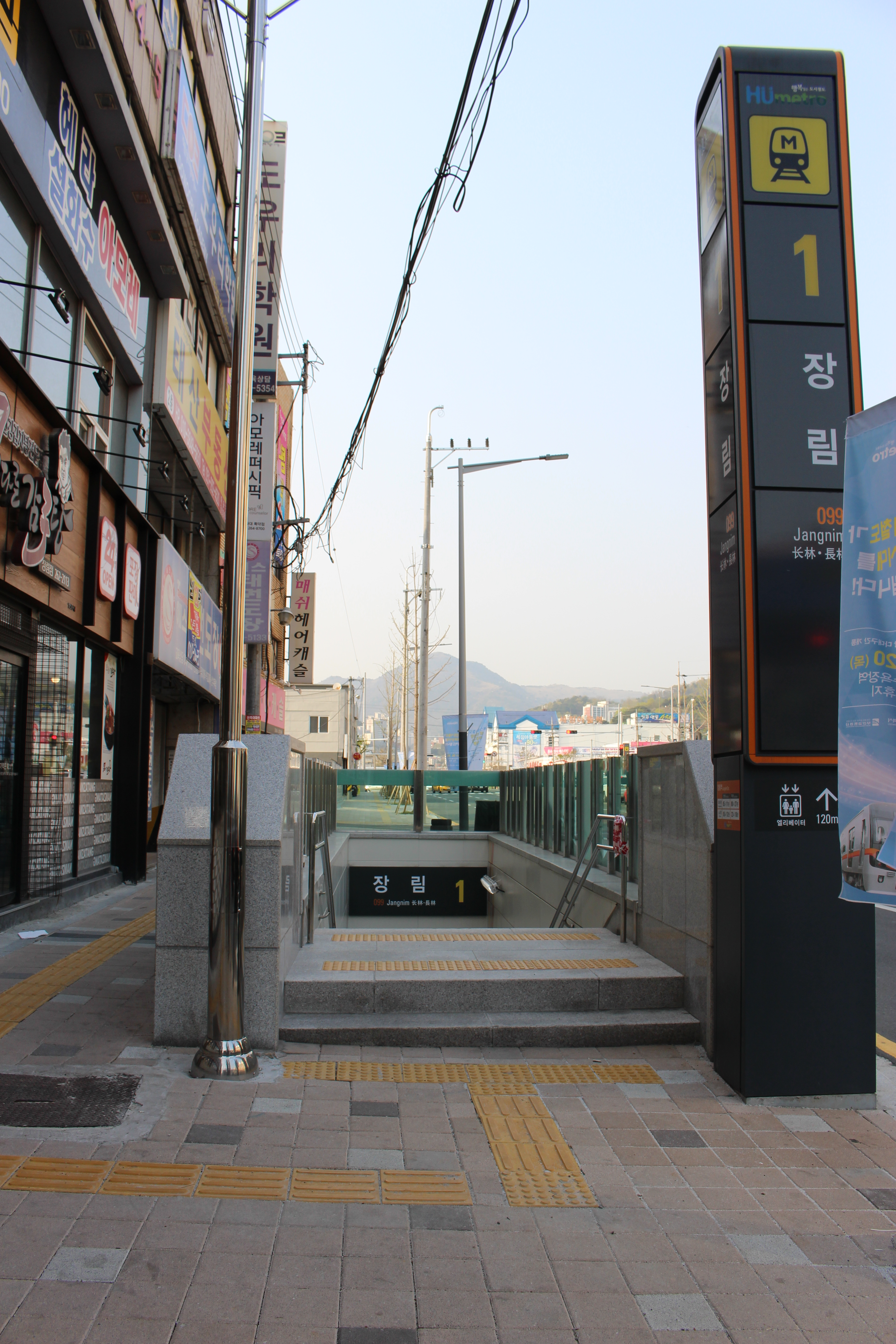
1番出入口（2017年4月）
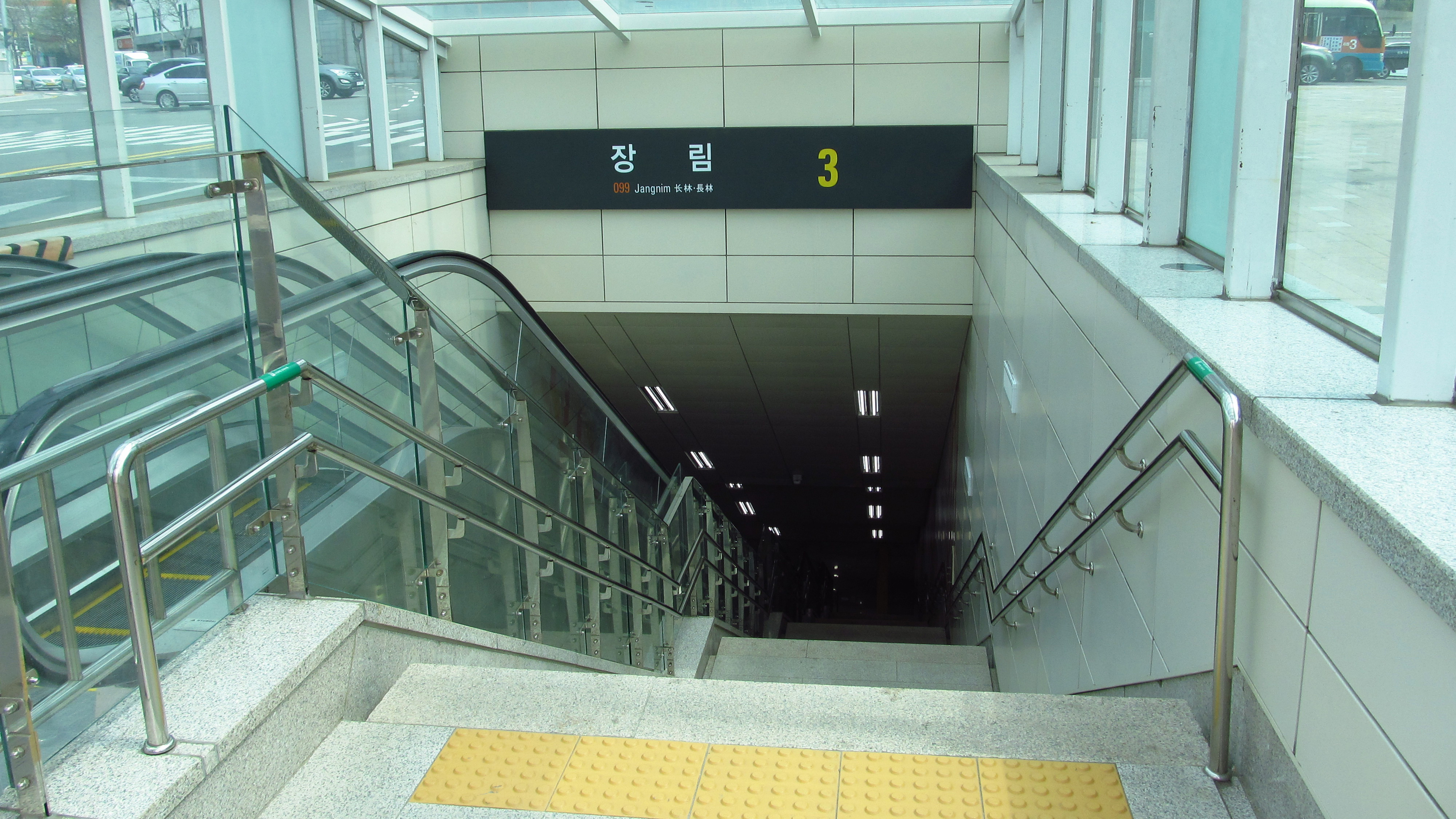
3番出入口（2018年4月）
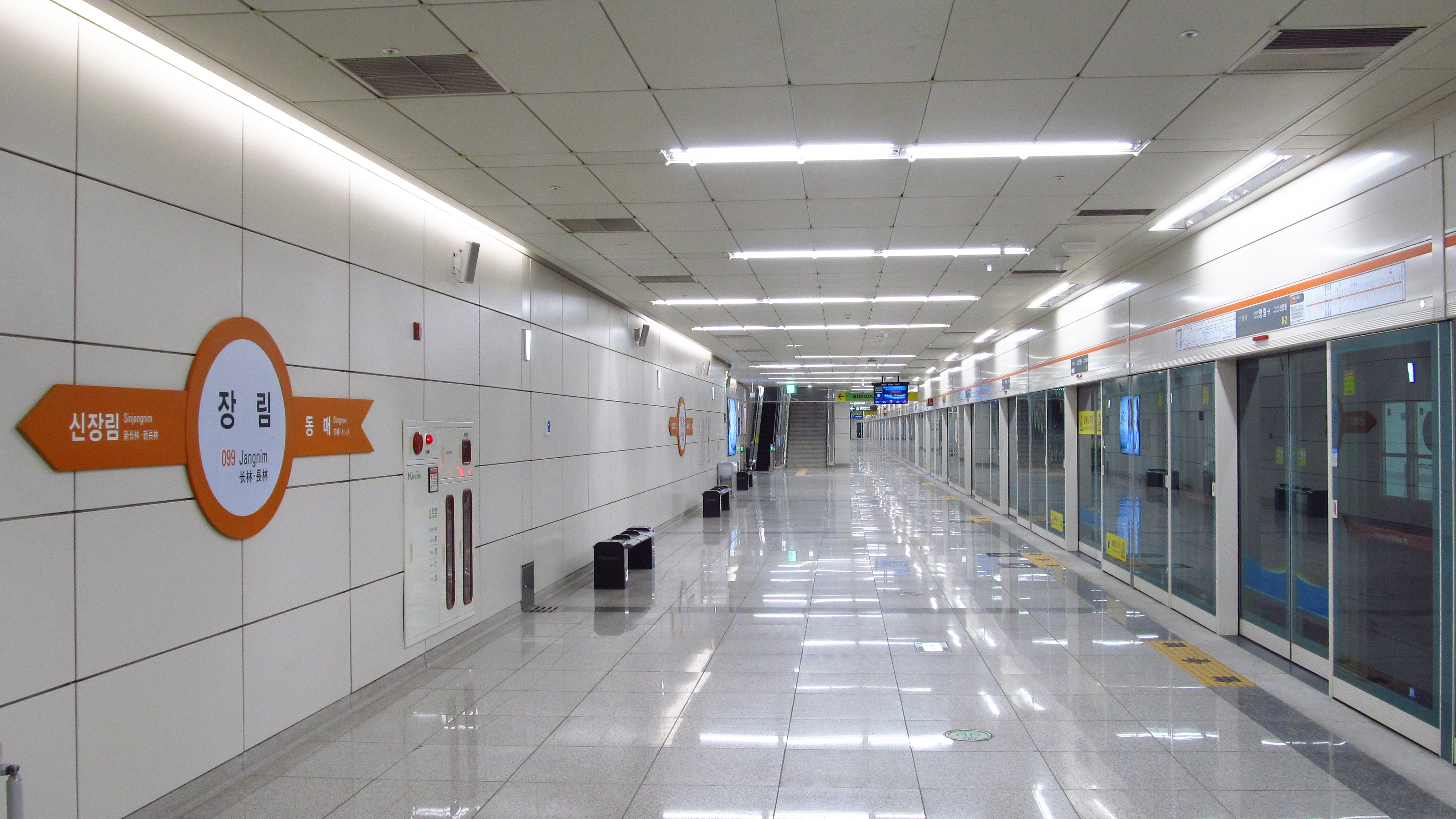
上りホーム（2018年4月）
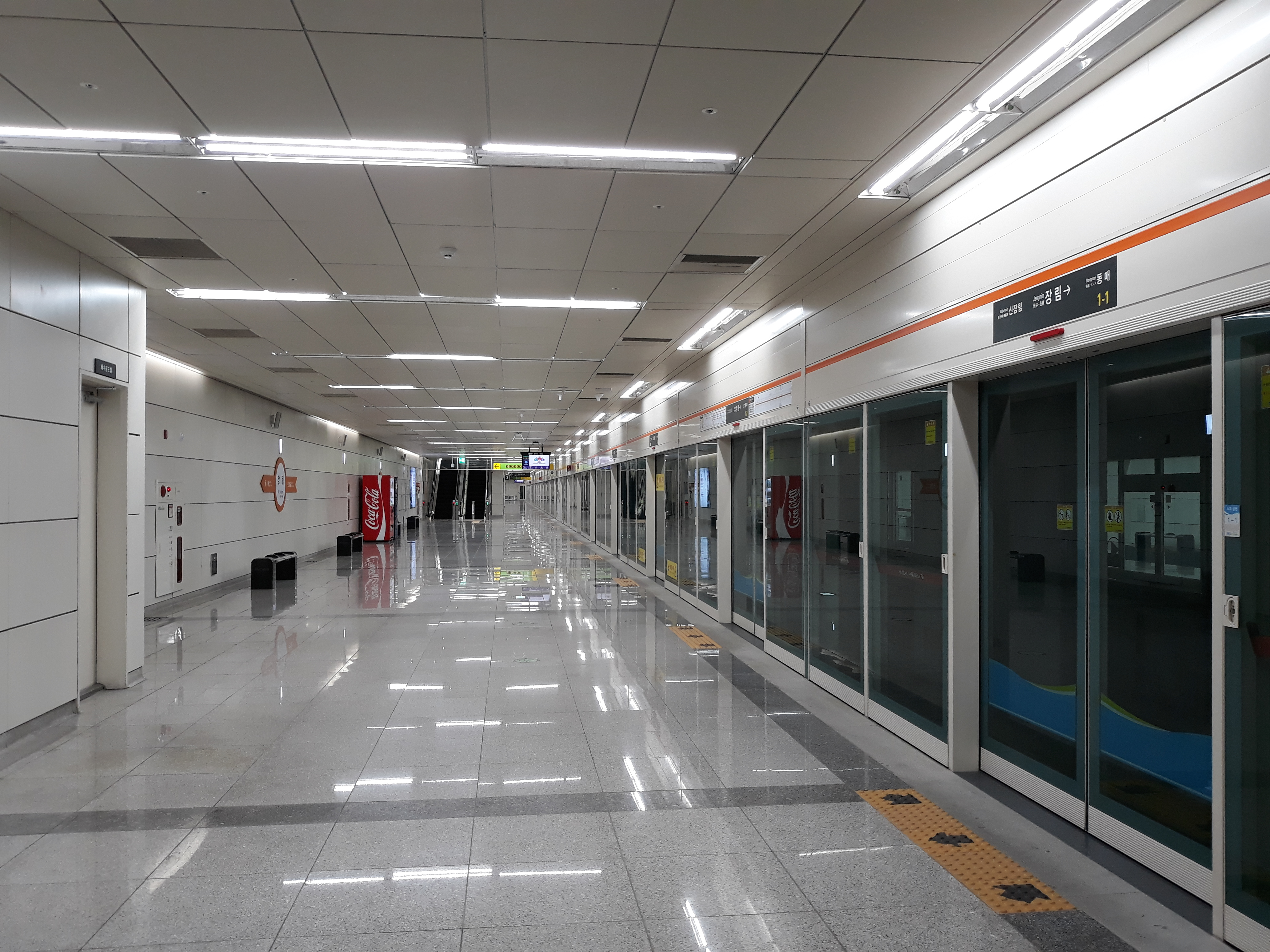
下りホーム（2018年3月）
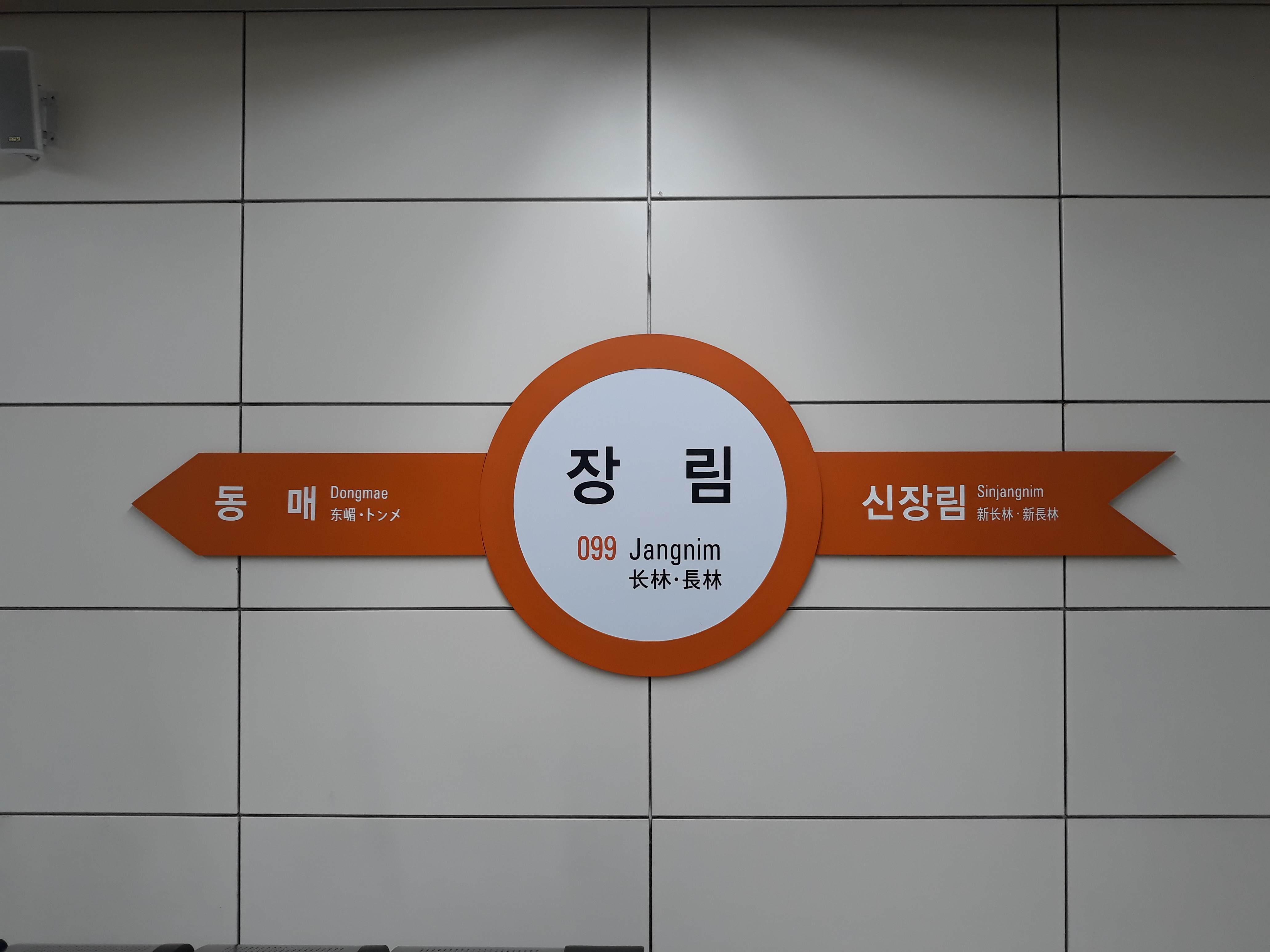
駅名標

### のりば
| 上り | 1号線 | 多大浦海水浴場方面 |
| 下り | 1号線 | 老圃方面           |

## 歴史
- 2017年4月20日 - 1号線多大浦海水浴場 - 新平間延伸に伴い開業[1]。

## 駅周辺
- 釜山沙下警察署
- 釜山沙下警察署長林派出所
- 釜山沙下警察署長林2治安センター
- 釜山長林洞郵便局
- 長林初等学校
- 長林女子中学校
- 釜山大東中学校
- 釜山大東高等学校
- 釜慶保険高等学校
- 新世界女性病院
- ホームプラス長林店
- KT長林支店

## 隣の駅
釜山交通公社
 1号線
新長林駅 (098) - 長林駅 (099) - トンメ駅 (100)